# Edith Thys
Edith Olivia Thys, później Morgan (ur. 31 marca 1966 w San Leandro) – amerykańska narciarka alpejska.

## Kariera
W zawodach Pucharu Świata zadebiutowała 11 marca 1986 roku w Park City, gdzie zajęła 19. miejsce w slalomie. Pierwsze punkty wywalczyła 28 listopada 1987 roku w Sestriere, gdzie zajęła siódme miejsce w supergigancie. Na podium zawodów tego cyklu jedyny raz stanęła 24 lutego 1991 roku w Furano, kończąc rywalizację w tej samej konkurencji na drugiej pozycji. W zawodach tych rozdzieliła Francuzkę Carole Merle i Austriaczkę Sabine Ginther. W kolejnych startach jeszcze jeden raz była blisko podium: 16 marca 1991 roku w Vail zajęła czwarte miejsce w zjeździe, przegrywając walkę o trzecie miejsce z Sabine Ginther. W sezonie 1990/1991 zajęła 39. miejsce w klasyfikacji generalnej, a w klasyfikacji supergiganta była trzynasta.
Wystartowała na igrzyskach olimpijskich w Calgary w 1988 roku, gdzie zajęła dziewiąte miejsce w supergigancie, osiemnaste w zjeździe, a kombinacji nie ukończyła. Podczas rozgrywanych cztery lata później igrzysk w Albertville zajęła 25. miejsce w zjeździe, a rywalizacji w gigancie nie ukończyła. Była też między innymi dziewiąta w supergigancie na mistrzostwach świata w Saalbach-Hinterglemm w 1991 roku.

## Osiągnięcia

### Igrzyska olimpijskie
| Miejsce | Dzień     | Rok  | Miejscowość | Konkurencja | Czas biegu | Strata | Zwyciężczyni       |
| ------- | --------- | ---- | ----------- | ----------- | ---------- | ------ | ------------------ |
| 18.     | 19 lutego | 1988 | Calgary     | Zjazd       | 1:25,86    | +2,67  | Marina Kiehl       |
| DNF1    | 21 lutego | 1988 | Calgary     | Kombinacja  | 29,25 pkt  | -      | Anita Wachter      |
| 9.      | 22 lutego | 1988 | Calgary     | Supergigant | 1:19,03    | +1,90  | Sigrid Wolf        |
| 25.     | 15 lutego | 1992 | Albertville | Zjazd       | 1:52,55    | +5,58  | Kerrin Lee-Gartner |
| DNF2    | 19 lutego | 1992 | Albertville | Gigant      | 2:12,74    | -      | Pernilla Wiberg    |

### Mistrzostwa świata
| Miejsce | Dzień       | Rok  | Miejscowość   | Konkurencja | Czas biegu | Strata | Zwyciężczyni   |
| ------- | ----------- | ---- | ------------- | ----------- | ---------- | ------ | -------------- |
| 20.     | 1 lutego    | 1987 | Crans-Montana | Zjazd       | 1:43,80    | +3,49  | Maria Walliser |
| DNF     | 8 lutego    | 1989 | Vail          | Supergigant | 1:19,46    | -      | Ulrike Maier   |
| 9.      | 29 stycznia | 1991 | Saalbach      | Supergigant | 1:08,72    | +1,27  | Ulrike Maier   |

### Puchar Świata

#### Miejsca w klasyfikacji generalnej
- sezon 1987/1988: 45.
- sezon 1989/1990: 54.
- sezon 1990/1991: 39.
- sezon 1991/1992: 68.
- sezon 1992/1993: 85.

#### Miejsca na podium
1. Furano – 24 lutego 1991 (supergigant) – 2. miejsce